# Gustaf Rödin
Carl Gustaf Rödin, född 2 december 1890 i Stockholm, död 4 januari 1949 i Stockholm, var en svensk operasångare som gjorde rollen som Cassandre i filmen Arlequins frieri (1915). 
Gustaf Rödin var från början balettdansör men debuterade som sångare i Canio Pajazzo, Cavaradossi i Tosca och hertigen i Bigoletto på Kungliga Teatern 1919. Gustaf Rödin var son till boktryckaren Carl Rödin. Han studerade sång i Stockholm för Emilio Pettenati och Gillis Bratt samt genomgick 1919–1922 som elev och stipendiat operaskolan vid Kungliga Teatern i Stockholm. Han var 1922–1925 engagerad vid Kungliga Teatern. Efter att 1925–1926 ha vistats i Paris och Berlin för studier var han 1926–1930 knuten till Städtische Oper i Berlin och 1931–1944 till Staatsoper i samma stad. Från 1928 medverkade han i festspelen i Bayreuth. Han deltog även i Berliner Staatsopers gästspel i Paris 1937 och i Rom 1941 och gästspelade i Norge samt deltog som solist i "De Svenskes" sångarfärd i USA 1927.
Han lämnade Tyskland och Berlin kort före krigsslutet 1945 då hans bostad och alla tillhörigheter förstördes i ett bombanfall. Åter i Stockholm sågs Rödin som för gammal för att återknyta till Operan. Han fick en anställning vid Statens Järnvägars arkiv som han innehade fram till sin död.

## Uppsättningar vid Kungliga Operan (ej komplett)

### Balett
- 1911 – Festen hos Thérèse
- 1911 – Askungen eller Gullskon
- 1914 – Karneval
- 1924 – Scaramouche

### Opera
- 1919 – Pajazzo
- 1919 – Tosca
- 1920 – Lakmé
- 1922 – Orfeus i underjorden
- 1922 – Konung för en dag
- 1923 – Värmlänningarna
- 1923 – Rigoletto
- 1923 – Madama Butterfly
- 1924 – Enleveringen ur seraljen

## Filmografi
- 1915 – Arlequins frieri